# Кокарчени (Бузау)
Кокарчени (рум. Cocârceni) насеље је у Румунији у округу Бузау у општини Козиени. Oпштина се налази на надморској висини од 307 m.

## Становништво
Према подацима из 2011. године у насељу је живело 266 становника.